# Gli sbandati
Gli sbandati és una pel·lícula italiana del 1955 ambiantada després de la invasió aliada d'Itàlia el 1943 durant la Segona Guerra Mundial. La pel·lícula va participar en la 16a Mostra Internacional de Cinema de Venècia, on va rebre una menció especial. Fou el debut com a director de Francesco Maselli. La banda sonora fou composta per Giovanni Fusco i arranjada per Ennio Morricone.
El 2008 la pel·lícula fou seleccionsda per formar part de la llista 100 film italiani da salvare.

## Sinopsi
L'estiu de 1943, la comtessa Luisa i el seu fill Andrea van deixar Milà per fugir dels bombardejos i es van retirar a la seva vila rural, on van acollir a dos dels companys d’Andrea, el seu cosí Carlo, el fill d’un jerarca feixista que va fugir a Suïssa, i l'amic Ferruccio, fill d'un oficial de l'exèrcit. Els tres joves passen el temps al "dolce far niente", prenent el sol al costat del riu, només vagament conscients del conflicte en curs, gràcies a les emissions de Ràdio Londres. Comencen a prendre consciència de la gravetat de la situació quan arriben els desplaçats de la ciutat i Andrea, per debilitat i no per solidaritat, es veu obligada a acceptar allotjar-ne alguns a la vila, per molèstia de la seva mare.
Entre els evacuats hi ha la jove treballadora Lucia, de qui Andrea s'enamora i gràcies a la qual surt finalment del seu món daurat per enfrontar-se a la tràgica realitat que els envolta i assumir responsabilitats. En absència de la seva mare, a qui està vinculat per una relació morbosa i de qui és totalment temorós, sembla que madura i, quan els soldats italians arriben al poble, van escapar d’un comboi alemany que els portava als camps de treball. Té el coratge per amagar-los a la vila, amb el suport de Carlo i Lucia. Però Ferruccio n'informa a les antigues autoritats feixistes del país, que informen els alemanys.
Un cop descoberta la denúncia del noi, els soldats fugitius fugen en camió cap a les muntanyes. Lucia, Carlo i Andrea haurien d’anar amb ells, però l'arribada de la comtessa, acompanyada d’un oficial alemany, extingeix tota la iniciativa d'Andrea, que accepta quedar-se amb ella i abandonar els seus companys al seu destí. Mentre s'allunya, segur, l'Andrea veu com els soldats alemanys escorcollen la vila i, després de sentir trets, s'adona, amb desesperació, que Lucia ha estat assassinada.

## Repartiment
- Lucia Bosé - Lucia
- Isa Miranda - Comtessa Luisa
- Jean-Pierre Mocky - Andrea
- Goliarda Sapienza - Tia de Lucia
- Antonio De Teffè - Carlo
- Leonardo Botta - Ferruccio
- Marco Guglielmi - Oficial de soldats dispersos
- Giuliano Montaldo - Soldat dispers de la Toscana
- Ivy Nicholson - la núvia d'Andrea
- Fernando Birri - Tinent de soldats dispersos
- Franco Lantieri - Soldat dispers del Vèneto
- Giulio Paradisi
- Joop van Hulzen
- Mario Girotti
- Manfred Freidbager
- Bianca Maria Ferrari
- Dori Ghezzi

## Crítiques
| «                                                                     | La pel·lícula narra la història d’un grup de joves burgesos durant l’ocupació alemanya a Itàlia, que no saben si cal endinsar-se en la lluita clandestina o acceptar la situació per no perdre els seus privilegis. El drama està ben centrat i ambientat amb cura i visió sobre un fons històric capturat i representat en imatges efectives. No falten pàgines vigoroses, com tot el final, però es pot sentir l’acerbitat de la visió històrica, la incertesa per tractar el tema en profunditat, un cert esquematisme que refreda les emocions ... | » |
| — Gianni Rondolino al Catalogo Bolaffi del cinema italiano 1956/1965) | |   |

## Restauració
El 1998 la pel·lícula va ser restaurada per l'Associazione Philip Morris Progetto Cinema, amb la col·laboració de la Fundació Adriana Prolo - National Cinema Museum i Ripley's Film. La restauració va ser dirigida per Giuseppe Rotunno.